# Diocesi di Guajará-Mirim

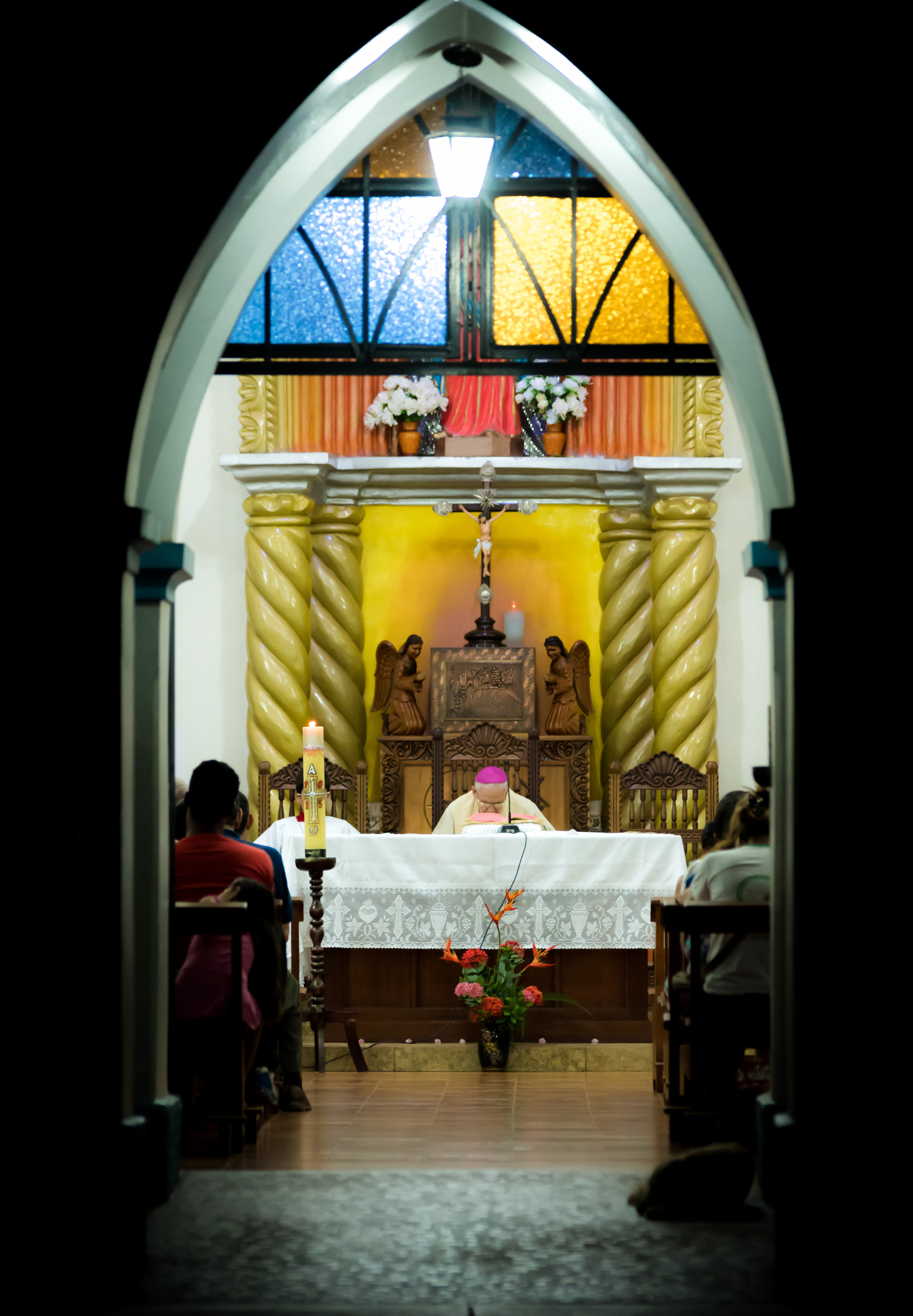
Monsignor Geraldo Verdier celebra la messa nella chiesa di Nostra Signora del Perpetuo Soccorso a Guajará-Mirim.

La diocesi di Guajará-Mirim (in latino: Dioecesis Guaiaramirensis) è una sede della Chiesa cattolica in Brasile suffraganea dell'arcidiocesi di Porto Velho. Nel 2021 contava 118.400 battezzati su 206.600 abitanti. È retta dal vescovo Benedito Araújo.

## Territorio
La diocesi comprende 10 comuni nella parte occidentale dello stato brasiliano della Rondônia, al confine con la Bolivia: Guajará-Mirim, Cabixi, Cerejeiras, Colorado do Oeste, Corumbiara, Costa Marques, Nova Mamoré, Pimenteiras do Oeste, São Francisco do Guaporé e Seringueiras. 
Sede vescovile è la città di Guajará-Mirim, dove si trova la cattedrale di Nostra Signora del Seringueiro. A Costa Marques sorge la basilica minore dello Spirito Santo.
Il territorio si estende su una superficie di 91.282 km² ed è suddiviso in 13 parrocchie, raggruppate in 3 regioni pastorali.

## Storia
La prelatura territoriale di Guajará-Mirim fu eretta il 1º marzo 1929 con la bolla Animarum cura di papa Pio XI, ricavandone il territorio dalla prelatura territoriale di Porto Velho (oggi arcidiocesi) e dalla diocesi di São Luiz de Cáceres.
Originariamente suffraganea dell'arcidiocesi di Belém do Pará, il 16 febbraio 1952 entrò a far parte della provincia ecclesiastica dell'arcidiocesi di Manaus.
Il 3 gennaio 1978 cedette una porzione del suo territorio a vantaggio dell'erezione della prelatura territoriale di Vila Rondônia (oggi diocesi di Ji-Paraná).
Il 16 ottobre 1979 la prelatura territoriale è stata elevata a diocesi con la bolla Cum Praelatura di papa Giovanni Paolo II.
Il 4 ottobre 1982 è divenuta suffraganea dell'arcidiocesi di Porto Velho.

## Cronotassi dei vescovi
Si omettono i periodi di sede vacante non superiori ai 2 anni o non storicamente accertati.
- Sede vacante (1929-1945)

- Xavier Rey, T.O.R. † (19 maggio 1945 - 12 marzo 1966 dimesso)
- Luiz Roberto Gomes de Arruda, T.O.R. † (12 marzo 1966 succeduto - 3 novembre 1978 dimesso)
- Geraldo Verdier † (31 luglio 1980 - 8 dicembre 2011 dimesso)
- Benedito Araújo, succeduto l'8 dicembre 2011

## Statistiche
La diocesi nel 2021 su una popolazione di 206.600 persone contava 118.400 battezzati, corrispondenti al 57,3% del totale.
| anno | popolazione | popolazione | popolazione | presbiteri | presbiteri | presbiteri | presbiteri                | diaconi | religiosi | religiosi | parrocchie |
| anno | battezzati  | totale      | %           | numero     | secolari   | regolari   | battezzati per presbitero | diaconi | uomini    | donne     | parrocchie |
| ---- | ----------- | ----------- | ----------- | ---------- | ---------- | ---------- | ------------------------- | ------- | --------- | --------- | ---------- |
| 1950 | 10.000      | 15.000      | 66,7        | 6          |            | 6          | 1.666                     |         | 6         | 7         | 4          |
| 1966 | 25.200      | 30.000      | 84,0        | 7          | 5          | 2          | 3.600                     |         | 4         | 10        | 3          |
| 1968 | ?           | 30.200      | ?           | 6          | 4          | 2          | ?                         |         | 4         | 11        | 3          |
| 1976 | 32.000      | 40.000      | 80,0        | 6          | 4          | 2          | 5.333                     |         | 10        | 14        | 3          |
| 1980 | 65.600      | 82.400      | 79,6        | 6          | 5          | 1          | 10.933                    |         | 2         | 11        | 5          |
| 1990 | 170.000     | 186.000     | 91,4        | 15         | 2          | 13         | 11.333                    |         | 15        | 33        | 18         |
| 1999 | 169.000     | 243.000     | 69,5        | 20         | 8          | 12         | 8.450                     |         | 14        | 45        | 11         |
| 2000 | 188.000     | 246.000     | 76,4        | 22         | 10         | 12         | 8.545                     |         | 14        | 41        | 11         |
| 2001 | 179.350     | 211.000     | 85,0        | 20         | 10         | 10         | 8.967                     |         | 12        | 44        | 11         |
| 2002 | 119.250     | 170.250     | 70,0        | 19         | 10         | 9          | 6.276                     |         | 11        | 47        | 11         |
| 2003 | 125.579     | 167.438     | 75,0        | 18         | 9          | 9          | 6.976                     |         | 11        | 50        | 11         |
| 2004 | 135.666     | 203.500     | 66,7        | 17         | 8          | 9          | 7.980                     |         | 10        | 54        | 11         |
| 2006 | 130.200     | 218.500     | 59,6        | 14         | 5          | 9          | 9.300                     |         | 10        | 37        | 14         |
| 2013 | 145.500     | 242.000     | 60,1        | 26         | 20         | 6          | 5.596                     | 4       | 7         | 59        | 12         |
| 2016 | 113.580     | 199.180     | 57,0        | 18         | 13         | 5          | 6.310                     | 11      | 5         | 36        | 13         |
| 2019 | 116.540     | 203.440     | 57,3        | 22         | 19         | 3          | 5.297                     | 11      | 14        | 33        | 13         |
| 2021 | 118.400     | 206.600     | 57,3        | 10         | 9          | 1          | 11.840                    | 11      | 2         | 27        | 13         |